# Bouzov (hrad)
Hrad Bouzov (původně Búzov) stojí ve stejnojmenné obci jihozápadně od města Loštice na středozápadní Moravě. Působí dojmem dobře zachované středověké památky, jeho současná podoba však pochází z romantické přestavby z přelomu 19. a 20. století. Hrad je majetkem České republiky a jeho správu zajišťuje Národní památkový ústav. Od roku 1964 je chráněn jako kulturní památka a v roce 1999 byl zapsán na seznam národních kulturních památek. Patří mezi deset nejnavštěvovanějších hradů v Česku a je vyhledávaným místem filmařů.

## Historie

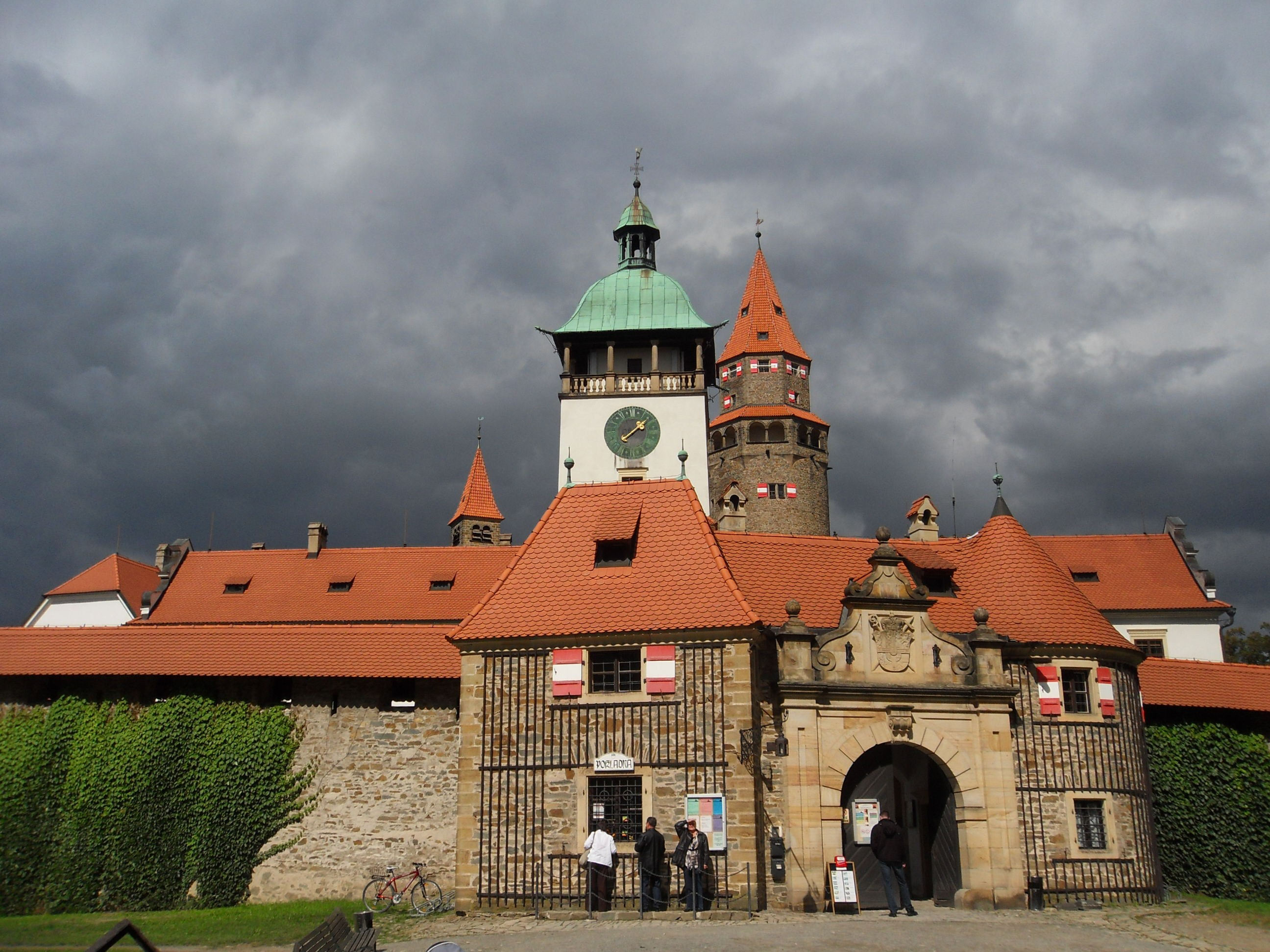
Vstupní část hradu s první bránou

Hrad byl pravděpodobně postaven na přelomu 13. a 14. století, jeho prvním písemně doloženým majitelem byl „Búz z Bouzova“ (Buzo von Buzowe, Buso de Busow) v letech 1317–1339. Od poloviny 14. století jej vlastnili páni z Vildenberka, kteří ho v roce 1382 prodali markraběti Joštovi. Jošt jej roku 1396 přenechal pánům z Kunštátu, kteří hrad upravovali a opevňovali. Tento rod hrad vlastnil přibližně 70 let, poté se v jeho držbě vystřídalo víc majitelů, jedněmi z významných byli Haugvicové z Biskupic. Dějiny moravské linie pánů Haugviců z Biskupic se počaly psát roku 1494, kdy si Jan (Hanuš) Haugvic z Biskupic koupil hrad Bouzov. Roku 1502 obdržel od krále Vladislava Jagelonského povýšení do českého panského stavu pro sebe a své potomky za věrné služby. Zemřel zde koncem roku 1524, hrad pak drželi jeho dědicové.
V průběhu třicetileté války sloužil Bouzov jako císařská pevnost a vězení pro švédské zajatce. Hrad sloužil jako panské sídlo téměř až do konce 17. století. Roku 1649 hrad koupila Eugenie Podstatská z Prusinovic, její syn ho roku 1696 prodal Řádu německých rytířů. Ti však na Bouzově nesídlili a nechali ho zčásti zchátrat. Po ukončení 1. světové války a rozpadu Rakouska-Uherska byl hrad Řádu nově vzniklou Československou republikou zkonfiskován. Dne 4. listopadu 1918 obsadilo hrad československé vojsko. Tento akt byl vyvolán tím, že vnitřní zařízení hradu patřilo arcivévodovi Evženu Rakousko-Těšínskému z vedlejší habsburské větve a po rozpadu monarchie byl majetek Habsburků v novém státě konfiskován. Československé vojsko hrad opustilo až v roce 1923, k čemuž přispělo dobrovolné odstoupení arcivévody Evžena z funkce velmistra Řádu německých rytířů a rozhodnutí Mezinárodního soudu v Haagu, který stanovil, že Řád je mezinárodní duchovní a charitativní instituce a tudíž jeho majetek nepodléhá konfiskaci.
V roce 1929 navštívil hrad prezident Tomáš Garrigue Masaryk společně s ministerským předsedou Františkem Udržalem a ministrem vnitra Janem Černým. Na hradě je uvítal i velmistr Německého řádu Panny Marie Jeruzalémské a brněnský biskup Norbert Jan Nepomucký Klein. Řád Evženův majetek a inventář později odkoupil od československého státu zpět tak, aby sbírky zůstaly v celku uchovány.
Řádu hrad patřil až do roku 1939, kdy jej zabavili nacisté, konkrétně jednotky SS, které na hradě měly svou základnu, z které podnikaly výpady do okolí – poslední akcí jednotek SS bylo vypálení obce Javoříčko a vyvraždění 38 mužů ve věku od 15 do 76 let. Po druhé světové válce byl hrad zkonfiskován československým státem. Ve státní správě je dosud, snahy Řádu německých rytířů o navrácení hradu nebyly prozatím úspěšné.

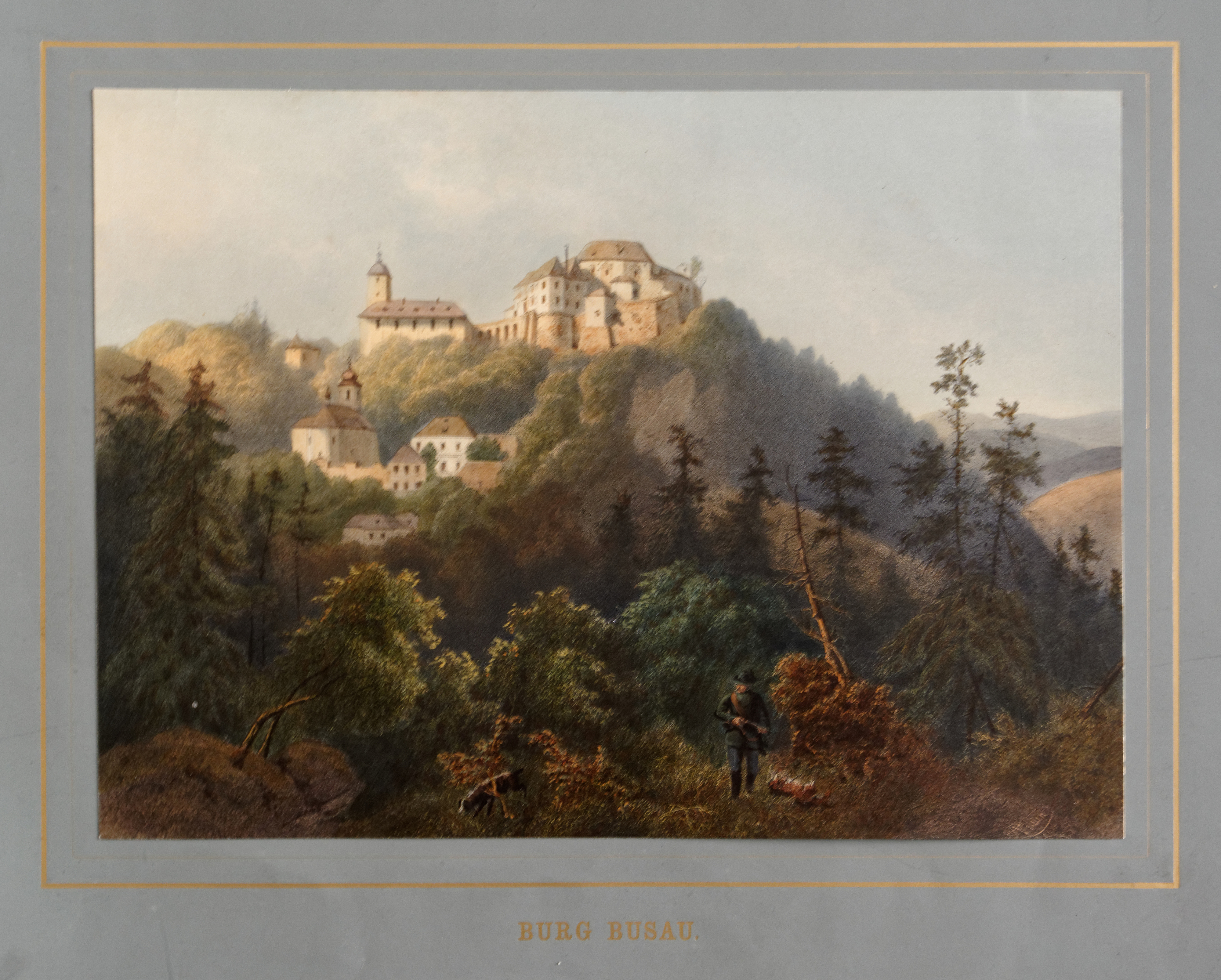
Hrad Bouzov před romantickou přestavbou z publikace Malerisch-historisches Album von Mähren und Schlesien (1857–1860). Barevná litografie Augusta Carla Hauna podle předlohy Franze Kaliwody.

Řád německých rytířů (nyní Německý řád) podnikal kroky k navrácení hradu Bouzov i v roce 2016. Hrad také sloužil (mimo období 2. světové války) jako muzeum Řádu a v případě, že by došlo k jeho navrácení, památka by nadále sloužila svému účelu a byla by přístupná veřejnosti.

## Přestavba
Hrad byl postaven s typicky bergfritovou dispozicí s jedním patrovým palácem. Koncem 14. století bylo k hradu přistavěno předhradí. Roku 1558 hrad Bouzov vyhořel, ale kvůli finančním problémům tehdejších majitelů byl hrad plně obnoven až v roce 1620. Do dnešní podoby byl hrad upraven přestavbou v letech 1895 až 1910 na popud arcivévody Evžena Rakousko-Těšínského, tehdejšího velmistra Řádu. Prostředky arcivévoda Evžen vyčlenil se souhlasem řádové kapituly z výnosů řádových velkostatků. V roce 1895 byla zbourána větší část původního středověkého hradu a během dvou let byl postaven nový hrad v romantickém duchu, napodobující jihoněmecké hrady. Autorem historizující podoby hradu byl Georg von Hauberrisser, architekt mimo jiné Nové radnice v Mnichově. Do hradu byly svezeny různé středověké artefakty, mající vztah k řádu německých rytířů, a interiéry hradu byly zařízeny replikami středověkého nábytku. Dnešní Bouzov je tedy hrad, jehož část je původní středověká a část je postavena nově na konci 19. století.
| Rok  | Počet návštěvníků |
| ---- | ----------------- |
| 2015 | 99 627            |
| 2016 | 117 744           |
| 2017 | 111 601           |
| 2018 | 111 668           |
| 2019 | 110 000           |
| 2020 | 76 800            |
| 2021 | 79 000            |

## Hrad ve filmu
- O medvědu Ondřejovi (1959, režie: Jaroslav Mach)
- Arabela (1980, režie: Václav Vorlíček)
- Kopretiny pro zámeckou paní (1981, režie: Josef Pinkava)
- Navrácená krása
- Třetí sudička (1986, režie: Vojtěch Štursa)
- Válka volů
- O princezně Jasněnce a létajícím ševci (1987, režie: Zdeněk Troška)
- O Janovi a podivuhodném příteli (1990, režie: Ludvík Ráža)
- Jeskyně Zlatá růže
- Princezna Fantaghiró (1991, režie: Lamberto Bava)
- Tanec pro Boha
- Mladý Indiana Jones
- Azrael, anděl smrti
- Arabela se vrací aneb Rumburak králem Říše pohádek (1993, režie: Václav Vorlíček)
- Deset století architektury (1997)
- Rumplcimprcampr (1997, režie: Zdeněk Zelenka)
- Kruté jezero
- O poklad Anežky České
- Napola (2004, režie: Dennis Gansel)
- Krev zmizelého
- Po stopách
- Loupežník Hotzenplotz
- Království potoků (2005, režie: Pavel Jandourek)
- Chalupa je hra
- Kluci v akci
- Za školou
- Tři Mušketýři
- Dvanáct měsíčků (2012–2013, režie: Karel Janák)
- Adventures (2016)
- Kde bydlely princezny (dokument České televize, 2010, režie: Jakub Wehrenberg)
- O zakletém králi a odvážném Martinovi (2018, režie: Peter Bebjak)
- Princezna a půl království (2019, režie: Karel Janák)
- Princezna zakletá v čase (2020, režie: Petr Kubík)
- Princezna zakletá v čase 2 (2022, režie: Petr Kubík)
- Tři princezny (2024, režie Tomáš Pavlíček)